# Колесников, Алексей Самойлович
Алексей Самойлович Колесников — советский хозяйственный, государственный и политический деятель, Герой Социалистического Труда.

## Биография
Родился в 1902 году в области Войска Донского. Член КПСС.
С 1924 года — на хозяйственной, общественной и политической работе. В 1924—1965 гг. — красноармеец, председатель сельсовета, начальник политотдела машинно-тракторной станции, председатель райисполкома, комиссар партизанского отряда, председатель Брюховецкого райисполкома, первый секретарь Красноармейского райкома ВКП(б), первый секретарь Каневского райкома КПСС.
Указом Президиума Верховного Совета СССР от 31 октября 1957 года присвоено звание Героя Социалистического Труда с вручением ордена Ленина и золотой медали «Серп и Молот».
Делегат XXI и XXII съездов КПСС.
Умер после 1965 года.